# Gouvernement Alexandre Ribot (1)
Troisième République
Gouvernement Émile Loubet Gouvernement Alexandre Ribot II
Le premier gouvernement Alexandre Ribot est le gouvernement de la Troisième République en France du 6 décembre 1892 au 10 janvier 1893. Alexandre Ribot constitue son premier ministère dans la mouvance du précédent.

## Composition

### Ministres nommés le 6 décembre 1892
| Fonction | Fonction                           | Image | Nom             | Parti politique                                 |
| -------- | ---------------------------------- | ----- | --------------- | ----------------------------------------------- |
|          | Président du Conseil des ministres |       | Alexandre Ribot | Union des gauches (Union libérale républicaine) |

| Fonction | Fonction                                                              | Image | Nom                  | Parti politique                                        |
| -------- | --------------------------------------------------------------------- | ----- | -------------------- | ------------------------------------------------------ |
|          | Ministre des Affaires étrangères                                      |       | Alexandre Ribot      | Union des gauches (Union libérale républicaine)        |
|          | Ministre de l’Intérieur                                               |       | Émile Loubet         | Gauche républicaine                                    |
|          | Ministre de la Justice et des Cultes                                  |       | Léon Bourgeois       | Gauche radicale                                        |
|          | Ministre des Finances                                                 |       | Maurice Rouvier      | Union des gauches (Association nationale républicaine) |
|          | Ministre de la Guerre                                                 |       | Charles de Freycinet | Gauche républicaine                                    |
|          | Ministre de la Marine et des Colonies                                 |       | Auguste Burdeau      | Union des gauches (Républicains progressistes)         |
|          | Ministre de l'Instruction publique, des Beaux-Arts                    |       | Charles Dupuy        | Union des gauches (Union républicaine)                 |
|          | Ministre des Travaux publics                                          |       | Jules Viette         | Gauche radicale                                        |
|          | Ministre du Commerce, de l'Industrie                                  |       | Jules Siegfried      | Union des gauches (Association nationale républicaine) |
|          | Ministre de l'Agriculture                                             |       | Jules Develle        | Union des gauches (Union républicaine)                 |
|          | Sous-secrétaire d'État aux Colonies (auprès du ministre de la Marine) |       | Émile Jamais         | Union des gauches (Union républicaine)                 |

### Remaniement du 14 décembre 1892
Démission du ministre des finances Maurice Rouvier lié au scandale de Panama le 28 novembre.
| Fonction | Fonction              | Image | Nom           | Parti politique                        |
| -------- | --------------------- | ----- | ------------- | -------------------------------------- |
|          | Ministre des Finances |       | Pierre Tirard | Union des gauches (Union républicaine) |

## Politique menée
Ce gouvernement est ébranlé au bout d'une semaine par la démission du ministre des Finances Rouvier, mis en cause dans l'affaire de Panama. Ribot réussit difficilement à éviter le vote d'une proposition de loi qui donnait à la commission d'enquête des pouvoirs judiciaires. Pour montrer sa fermeté, il fit arrêter, le 16 décembre, deux administrateurs de Panama, dont Lesseps et un ancien député. Il fit demander la levée d'immunité parlementaire de cinq députés dont Rouvier.

## Fin du gouvernement et passation des pouvoirs
Le 10 janvier 1893, Alexandre Ribot, souhaitant se séparer d'Émile Loubet et de Charles de Freycinet, présente la démission du Gouvernement au président de la République, Sadi Carnot. Ce dernier charge Ribot le jour-même à la formation d'un nouveau gouvernement.
Le 11 janvier 1893, le second cabinet Ribot voit le jour.